# تس اسخوتن
تس اسخوتن (هلندی: Tes Schouten؛ زادهٔ ۳۱ دسامبر ۲۰۰۰) شناگر زن اهل هلند است.
وی در مسابقات کشوری و بین‌المللی در مجموع برندهٔ ۱ مدال طلا، ۴ مدال نقره، ۴ مدال برنز شده است.